# 中越地方
| 中越地方のデータ |                                               |
| 国               | 日本                                          |
| 地方             | 中部地方、北陸地方、 甲信越地方               |
| 面積             | 4,883.45 km2                                  |
| 国勢調査         | 756,519 人 （2015年10月1日）                  |
| 推計人口         | 674,994 人 （全県比：32.3%） （2025年3月1日） |
| 人口密度         | 138.2 人/km2 （2025年3月1日）                 |

中越地方（ちゅうえつちほう）は、新潟県の中央部を指す。最大の都市は長岡市。
新潟県は地理的に大きく四つの地域に分けられるが、その一つである。他の三つは下越地方・上越地方・佐渡地方。
かつての越後国（新潟県本州部分）のうち、京に近い地方は上越後（かみえちご）、遠い方は下越後（しもえちご）と呼ばれていた。後にその中間の地域が中越後（なかえちご）と呼ばれるようになり、中越後を略した「中越」が新潟県中央部の地域名として用いられるようになった。
上越地方、下越地方とまとめて、「上中下越」と呼ばれることもある。

## 概要
おおむね北を大河津分水路に、南を三国山脈に、東を越後山脈に、西を米山に挟まれた、主に信濃川流域の沿岸地域である。代表的な市町村として、沿岸の旧陣屋町・柏崎市、内陸で信濃川流域の旧城下町・長岡市、山間の小都市や町村として十日町市や湯沢町などがある。
食文化では日本米として最も成功した品種として有名なコシヒカリの原産地であり、日本屈指の米所として有名な地方である。南部は古来より越後国魚沼郡に属しており、今日でも魚沼地方（うおぬまちほう）と呼ばれている。「米どころ・新潟」と呼ばれるほどに米の大産地である新潟県であるが、そのうち信濃川、魚野川流域など中越地方、特に魚沼コシヒカリは、当地の水や気候がコシヒカリの栽培に最も適していると言われ、日本穀物検定協会による米の食味ランキングでも上位にランクインしている。
観光としては花火大会が最も有名で、柏崎市のぎおん柏崎まつり、長岡市の長岡まつり、小千谷市片貝町の片貝まつりは越後三大花火と呼ばれ、全国的にも有名な花火大会である。それらは「海の柏崎、川の長岡、山の片貝」と呼ばれており、なかでも長岡まつりの長岡大花火大会は、日本三大花火大会でもあり、毎年100万人を超える人々が訪れる。
中越地方の中心都市である長岡市は、2011年の日本映画「聯合艦隊司令長官 山本五十六」でも話題となった旧日本海軍元帥・山本五十六の故郷として知られている。政治面では、二田村（西山町を経て現・柏崎市）出身で長岡市を本拠地とした田中角栄（1972年～1974年に自由民主党総裁・内閣総理大臣）の地盤としても有名な地域である。
マスコミなどメディアが新潟県を話題にする際に、田中角栄、魚沼産コシヒカリ、3 mを越える積雪を記録する豪雪地帯などがイメージとして紹介されることが多いが、これらは県庁所在地の新潟市周辺ではなく、中越地方山間部のものである（ただし3 mを越える積雪は上越地方の山間部でも見られる）。

## 地理

### 市町村
気象庁の気象予報区分「中越地方」、あるいは新潟県による「中越地域」は、以下の市町村を含む。
- 長岡市
- 三条市
- 柏崎市
- 小千谷市
- 加茂市
- 十日町市

- 見附市
- 魚沼市
- 南魚沼市
- 南蒲原郡
  - 田上町
- 三島郡
  - 出雲崎町

- 南魚沼郡
  - 湯沢町
- 中魚沼郡
  - 津南町
- 刈羽郡
  - 刈羽村

三条市や加茂市、田上町は、企業や組織によっては下越地方として扱われることもある。なお、この3市町に燕市、弥彦村を加えた5市町村、またはこれに平成の大合併にて長岡市となった旧寺泊町などを加えた地域は県央地域と呼ばれており、この地域を下越・中越いずれにも分類せず県央地域としてまとめて扱う例もある（新潟日報の地域面など）。

### 地形
- 山：苗場山、八海山、魚沼駒ヶ岳、巻機山、米山、守門岳、弥彦山
- 川：信濃川、魚野川、渋海川
- 平野：越後平野
- 山脈 :  越後山脈
- 丘陵：魚沼丘陵、東頸城丘陵
- 温泉 : 湯田上温泉、蓬平温泉、湯之谷温泉郷、六日町温泉、越後湯沢温泉、松之山温泉

### 気象
川端康成の『雪国』で描かれているように豪雪地帯であり、中心都市である長岡では1 m前後の積雪深が見られるほか、津南（津南町）や守門（魚沼市）など魚沼地方の山間部では3 mを超えることもあり、雪の多さは日本有数である。

## 歴史
信濃川流域に位置し、戦国時代には春日山を本拠地とする関東管領の上杉氏の地盤であった（栃尾城など）。江戸時代には小千谷縮等で江戸との衣類貿易で栄え、佐渡金山へのルートとして高崎宿（現在の群馬県高崎市）と寺泊を結ぶ三国街道などの道が整備された。その一方で、幕末には長岡藩などが奥羽越列藩同盟に加わりもした。また明治維新以降、自由港である新潟港の重要性の高まりと共に関東地方・東京との関係の重要性が一層増し、昭和初期には上越線、戦後の高度経済成長以降上越新幹線・関越自動車道といった交通網の整備が進んだ。このように、地理的・歴史的には、関東と東北と北陸の折衷地域という様相を呈している。

## 都市雇用圏（10% 通勤圏）の変遷
金本良嗣・徳岡一幸によって提案された都市圏。細かい定義等は都市雇用圏に則する。一般的な都市圏の定義については都市圏を参照のこと。

### 三条都市圏
- 三条都市圏

### その他の都市圏
- 10% 通勤圏に入っていない自治体は、各統計年の欄で灰色かつ「-」で示す。

| 自治体 ('80) | 1980年                  | 1990年                  | 1995年                  | 2000年                  | 2005年                  | 2010年                  | 自治体 （現在） |
| ------------ | ----------------------- | ----------------------- | ----------------------- | ----------------------- | ----------------------- | ----------------------- | --------------- |
| 寺泊町       | -                       | 燕 都市圏               | 燕 都市圏               | 燕 都市圏               | -                       | 長岡 都市圏 36万8043人  | 長岡市          |
| 和島村       | -                       | -                       | -                       | -                       | 長岡 都市圏 35万9445人  | 長岡 都市圏 36万8043人  | 長岡市          |
| 栃尾市       | -                       | 長岡 都市圏 30万9091人  | 長岡 都市圏 36万1503人  | 長岡 都市圏 36万5654人  | 長岡 都市圏 35万9445人  | 長岡 都市圏 36万8043人  | 長岡市          |
| 長岡市       | 長岡 都市圏 27万4394人  | 長岡 都市圏 30万9091人  | 長岡 都市圏 36万1503人  | 長岡 都市圏 36万5654人  | 長岡 都市圏 35万9445人  | 長岡 都市圏 36万8043人  | 長岡市          |
| 中之島村     | 長岡 都市圏 27万4394人  | 長岡 都市圏 30万9091人  | 長岡 都市圏 36万1503人  | 長岡 都市圏 36万5654人  | 長岡 都市圏 35万9445人  | 長岡 都市圏 36万8043人  | 長岡市          |
| 越路町       | 長岡 都市圏 27万4394人  | 長岡 都市圏 30万9091人  | 長岡 都市圏 36万1503人  | 長岡 都市圏 36万5654人  | 長岡 都市圏 35万9445人  | 長岡 都市圏 36万8043人  | 長岡市          |
| 三島町       | 長岡 都市圏 27万4394人  | 長岡 都市圏 30万9091人  | 長岡 都市圏 36万1503人  | 長岡 都市圏 36万5654人  | 長岡 都市圏 35万9445人  | 長岡 都市圏 36万8043人  | 長岡市          |
| 山古志村     | 長岡 都市圏 27万4394人  | 長岡 都市圏 30万9091人  | 長岡 都市圏 36万1503人  | 長岡 都市圏 36万5654人  | 長岡 都市圏 35万9445人  | 長岡 都市圏 36万8043人  | 長岡市          |
| 小国町       | 長岡 都市圏 27万4394人  | 長岡 都市圏 30万9091人  | 長岡 都市圏 36万1503人  | 長岡 都市圏 36万5654人  | 長岡 都市圏 35万9445人  | 長岡 都市圏 36万8043人  | 長岡市          |
| 与板町       | 長岡 都市圏 27万4394人  | 長岡 都市圏 30万9091人  | 長岡 都市圏 36万1503人  | 長岡 都市圏 36万5654人  | 長岡 都市圏 35万9445人  | 長岡 都市圏 36万8043人  | 長岡市          |
| 見附市       | 長岡 都市圏 27万4394人  | 長岡 都市圏 30万9091人  | 長岡 都市圏 36万1503人  | 長岡 都市圏 36万5654人  | 長岡 都市圏 35万9445人  | 長岡 都市圏 36万8043人  | 見附市          |
| 小千谷市     | 小千谷 都市圏 5万1702人 | 小千谷 都市圏 4万9780人 | 長岡 都市圏 36万1503人  | 長岡 都市圏 36万5654人  | 長岡 都市圏 35万9445人  | 長岡 都市圏 36万8043人  | 小千谷市        |
| 川口町       | 小千谷 都市圏 5万1702人 | 小千谷 都市圏 4万9780人 | 長岡 都市圏 36万1503人  | 長岡 都市圏 36万5654人  | 長岡 都市圏 35万9445人  | 長岡 都市圏 36万8043人  | 長岡市          |
| 出雲崎町     | -                       | 柏崎 都市圏 11万1208人  | 柏崎 都市圏 11万3339人  | 柏崎 都市圏 10万8671人  | 柏崎 都市圏 10万4792人  | 長岡 都市圏 36万8043人  | 出雲崎町        |
| 柏崎市       | 柏崎 都市圏 10万1238人  | 柏崎 都市圏 11万1208人  | 柏崎 都市圏 11万3339人  | 柏崎 都市圏 10万8671人  | 柏崎 都市圏 10万4792人  | 柏崎 都市圏 9万6251人   | 柏崎市          |
| 西山町       | 柏崎 都市圏 10万1238人  | 柏崎 都市圏 11万1208人  | 柏崎 都市圏 11万3339人  | 柏崎 都市圏 10万8671人  | 柏崎 都市圏 10万4792人  | 柏崎 都市圏 9万6251人   | 柏崎市          |
| 高柳町       | 柏崎 都市圏 10万1238人  | 柏崎 都市圏 11万1208人  | 柏崎 都市圏 11万3339人  | 柏崎 都市圏 10万8671人  | 柏崎 都市圏 10万4792人  | 柏崎 都市圏 9万6251人   | 柏崎市          |
| 刈羽村       | 柏崎 都市圏 10万1238人  | 柏崎 都市圏 11万1208人  | 柏崎 都市圏 11万3339人  | 柏崎 都市圏 10万8671人  | 柏崎 都市圏 10万4792人  | 柏崎 都市圏 9万6251人   | 刈羽村          |
| 十日町市     | 十日町 都市圏 6万6495人 | 十日町 都市圏 6万1953人 | 十日町 都市圏 5万9854人 | 十日町 都市圏 5万7604人 | 十日町 都市圏 7万3777人 | 十日町 都市圏 6万9792人 | 十日町市        |
| 川西町       | 十日町 都市圏 6万6495人 | 十日町 都市圏 6万1953人 | 十日町 都市圏 5万9854人 | 十日町 都市圏 5万7604人 | 十日町 都市圏 7万3777人 | 十日町 都市圏 6万9792人 | 十日町市        |
| 中里村       | 十日町 都市圏 6万6495人 | 十日町 都市圏 6万1953人 | 十日町 都市圏 5万9854人 | 十日町 都市圏 5万7604人 | 十日町 都市圏 7万3777人 | 十日町 都市圏 6万9792人 | 十日町市        |
| 松代町       | -                       | -                       | -                       | -                       | 十日町 都市圏 7万3777人 | 十日町 都市圏 6万9792人 | 十日町市        |
| 松之山町     | -                       | -                       | -                       | -                       | 十日町 都市圏 7万3777人 | 十日町 都市圏 6万9792人 | 十日町市        |
| 津南町       | -                       | -                       | -                       | -                       | 十日町 都市圏 7万3777人 | 十日町 都市圏 6万9792人 | 津南町          |
| 堀之内町     | -                       | -                       | -                       | -                       | -                       | -                       | 魚沼市          |
| 小出町       | -                       | -                       | -                       | -                       | -                       | -                       | 魚沼市          |
| 湯之谷村     | -                       | -                       | -                       | -                       | -                       | -                       | 魚沼市          |
| 広神村       | -                       | -                       | -                       | -                       | -                       | -                       | 魚沼市          |
| 守門村       | -                       | -                       | -                       | -                       | -                       | -                       | 魚沼市          |
| 入広瀬村     | -                       | -                       | -                       | -                       | -                       | -                       | 魚沼市          |
| 六日町       | -                       | -                       | -                       | -                       | -                       | -                       | 南魚沼市        |
| 大和町       | -                       | -                       | -                       | -                       | -                       | -                       | 南魚沼市        |
| 塩沢町       | -                       | -                       | -                       | -                       | -                       | -                       | 南魚沼市        |
| 湯沢町       | -                       | -                       | -                       | -                       | -                       | -                       | 湯沢町          |

- 1981年10月1日：栄村が町制施行。
- 1986年10月1日：中之島村が町制施行。
- 2004年11月1日
  - 堀之内町、小出町、湯之谷村、広神村、守門村、入広瀬村が新設合併して魚沼市が発足。
  - 六日町と大和町が新設合併して南魚沼市が発足。
- 2005年4月1日
  - 長岡市に中之島町、越路町、三島町、山古志村、小国町を編入。
  - 十日町市、川西町、中里村、松代町、松之山町が新設合併し新たに十日町市が発足。
- 2005年5月1日
  - 柏崎市に西山町、高柳町を編入。
- 2005年10月1日：南魚沼市に塩沢町を編入
- 2006年1月1日：長岡市に栃尾市、寺泊町、与板町、和島村を編入。
- 2010年3月31日：長岡市に川口町を編入。

## 交通

### 鉄道
信越本線と弥彦線と越後線は新潟近郊区間に指定されている。
JR東日本新潟支社
- 上越新幹線
- 信越本線
- 上越線
- 只見線
- 越後線
- 弥彦線
- 飯山線

北越急行
- ほくほく線

#### 廃線
- 蒲原鉄道線
- 越後交通長岡線
- 越後交通栃尾線

- 旧国鉄
  - 魚沼線
  - 弥彦線（越後大崎駅 - 大浦駅 - 越後長沢駅）

### 道路

#### 高速道路
- 北陸自動車道
- 関越自動車道
- 上越魚沼地域振興快速道路
  - 十日町道路（全線未供用）
  - 八箇峠道路（事業中）

#### 一般国道
- 国道8号
- 国道17号
- 国道116号
- 国道117号

- 国道252号
- 国道253号
- 国道289号
- 国道290号

- 国道291号
- 国道351号
- 国道352号
- 国道353号

- 国道402号
- 国道403号
- 国道404号
- 国道405号

#### 道の駅
登録番号順
- ちぢみの里おぢや
- 越後出雲崎天領の里
- ゆのたに
- 良寛の里わしま
- まつだいふるさと会館
- クロス10十日町
- 漢学の里しただ

- 風の丘米山
- いりひろせ
- 西山ふるさと公苑
- R290とちお
- 瀬替えの郷せんだ
- じょんのびの里高柳
- 越後川口

- 南魚沼
- パティオにいがた
- みつまた
- 燕三条地場産センター
- 庭園の郷保内
- たがみ
- ながおか花火館

### 高速バス・急行バス

#### 県外線
- 東京 - 新潟線 (越後交通、西武バス、新潟交通)
- 東京 - 上越線 (越後交通、西武バス、頸城自動車)
- 堺・なんば・京都 - 柏崎・長岡・三条線 (越後交通、南海バス)

#### 県内線
- 長岡 - 新潟線 (越後交通、新潟交通)
- 十日町 - 新潟線 (アイ・ケーアライアンス)
- 柏崎 - 新潟線 (越後交通)
- 直江津・高田 - 新潟線 (越後交通、新潟交通、頸城自動車)
- 東三条 - 新潟線 (新潟交通観光バス、アイ・ケーアライアンス)

### 水上交通
- 佐渡汽船寺泊港ターミナル ※佐渡島との定期航路は2019年5月廃止